# Guerres et conflits d'aujourd'hui
Guerres et conflits d'aujourd'hui est une revue consacrée aux forces armées.

## Généralités
La revue Guerres et conflits d'aujourd'hui est publiée par International Mortimer Publications à partir de septembre 1984. Comportant 64 pages avec bon nombre d’illustrations, son directeur de la publication se nomme E. Boucheron.
À partir du no 8, le titre devient Guerres et conflits d'aujourd'hui - Défense magazine. Sa publication cesse après le 18e numéro consacré à la chasse aérienne.